# Lijst van personen overleden in januari 2024
Dit is een lijst van bekende personen die zijn overleden in januari 2024.

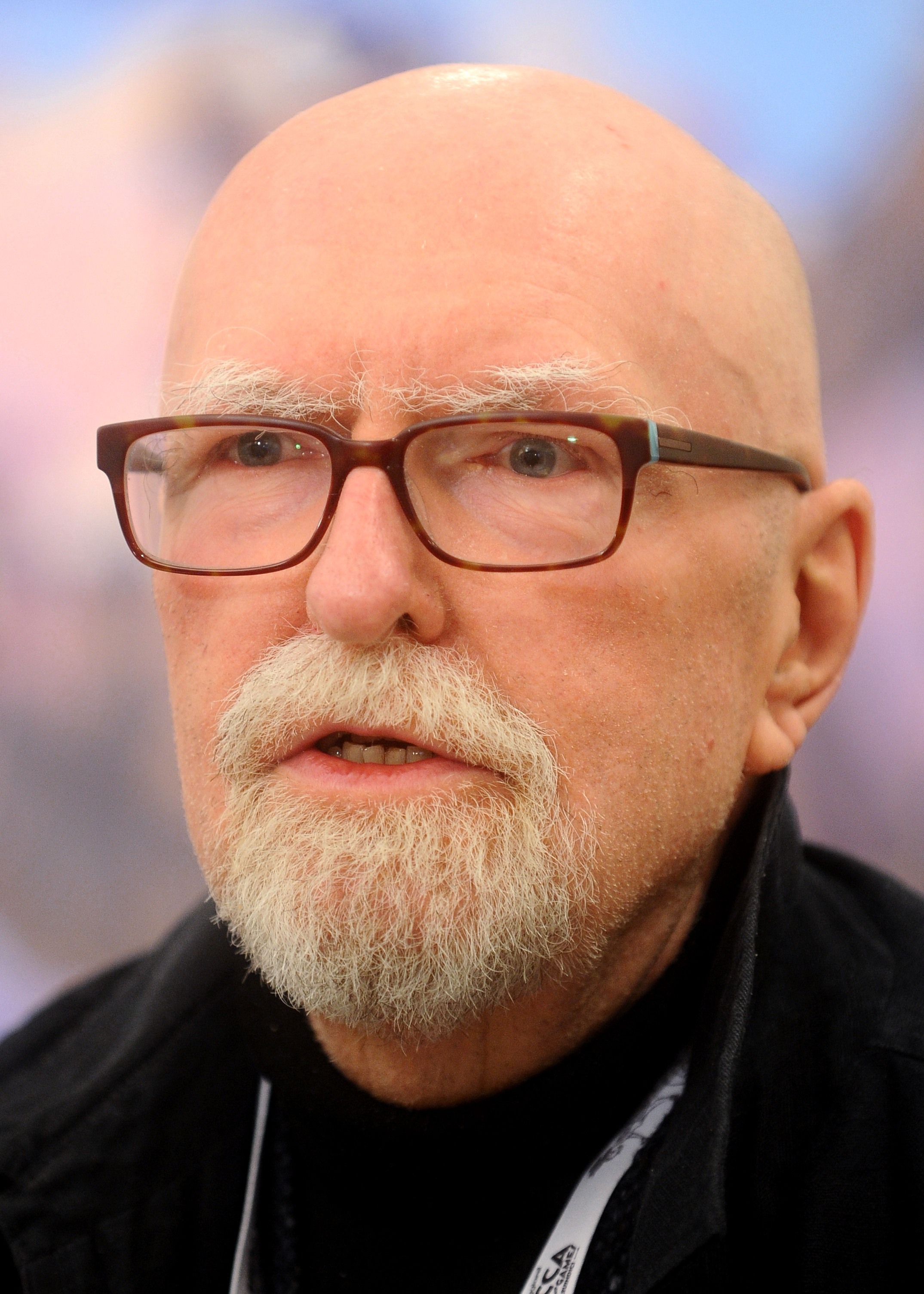
James Herbert Brennan
1 januari

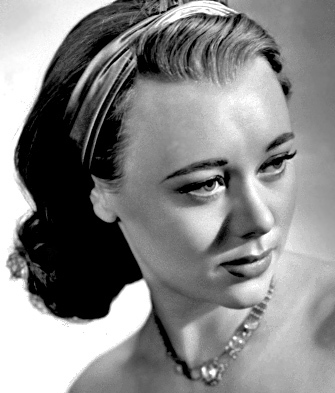
Glynis Johns
4 januari

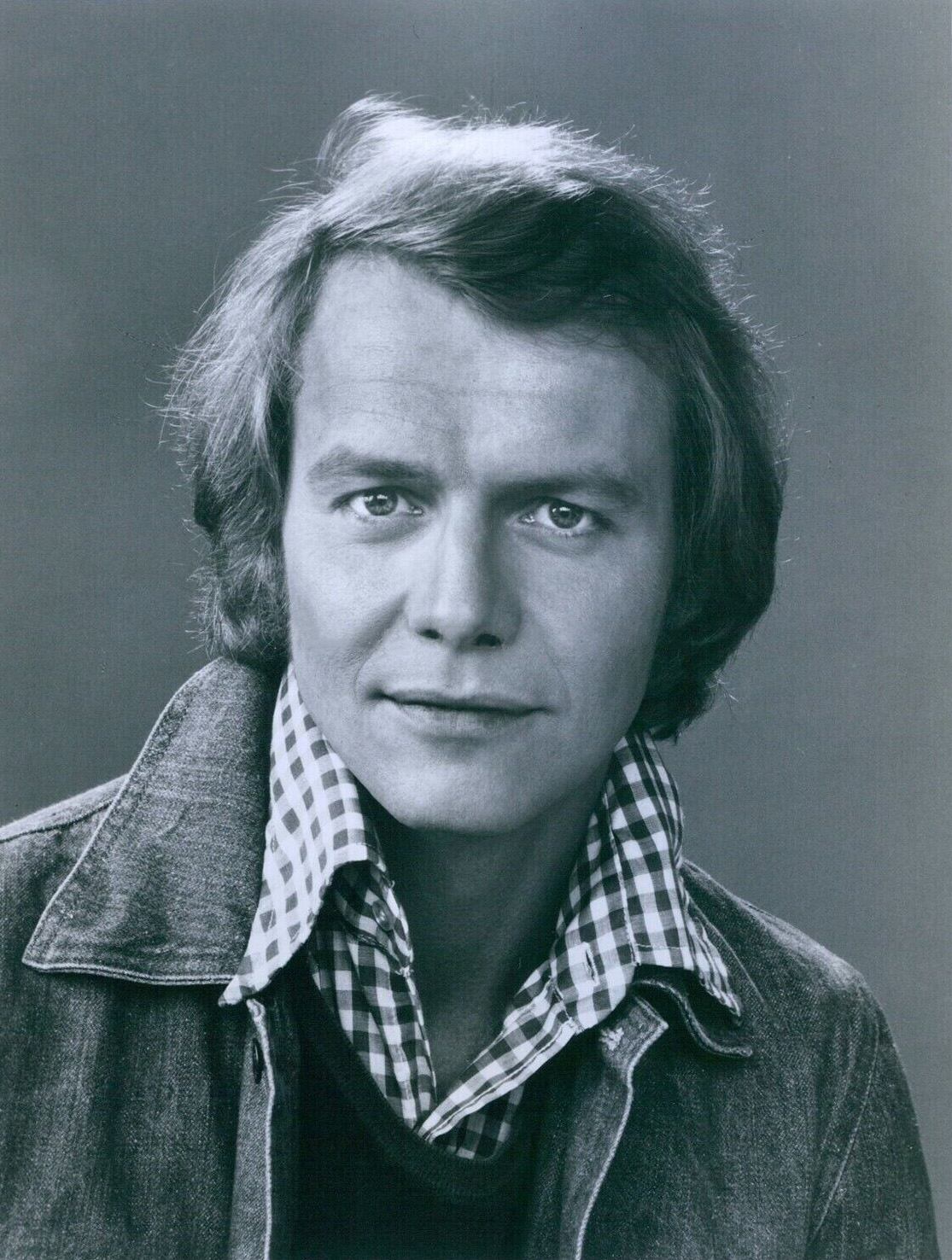
David Soul
4 januari

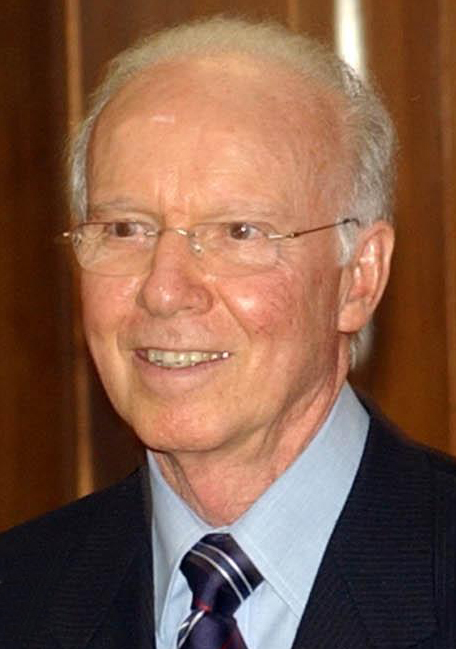
Mário Zagallo
5 januari

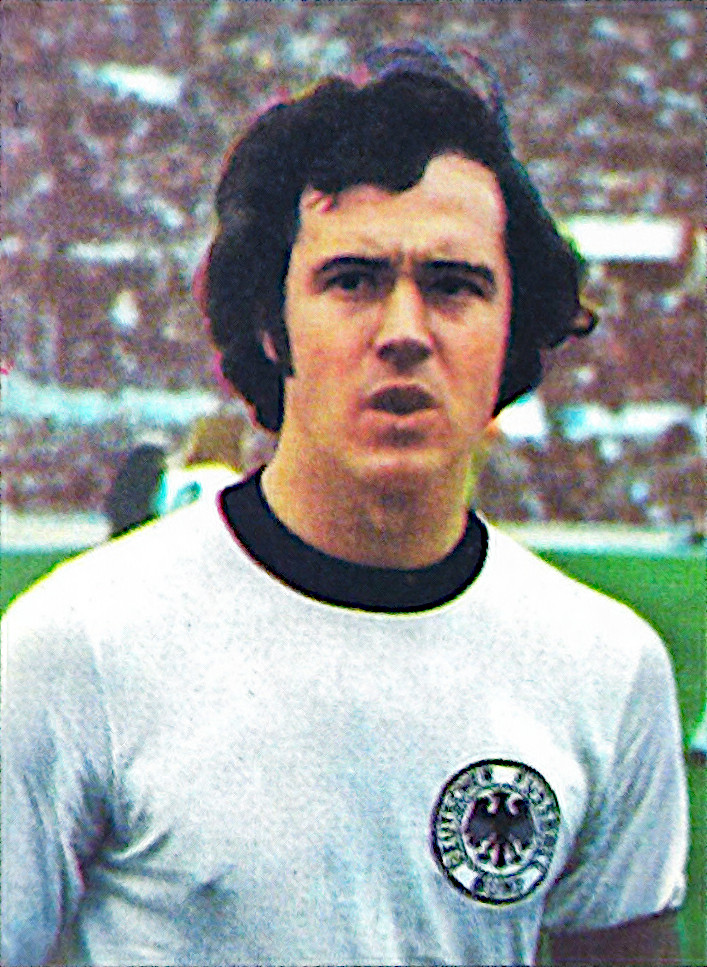
Franz Beckenbauer
7 januari

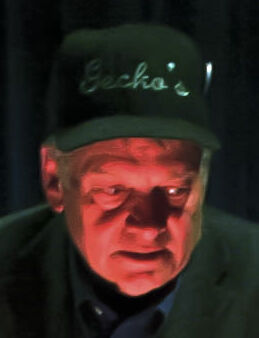
Terry Bisson
10 januari

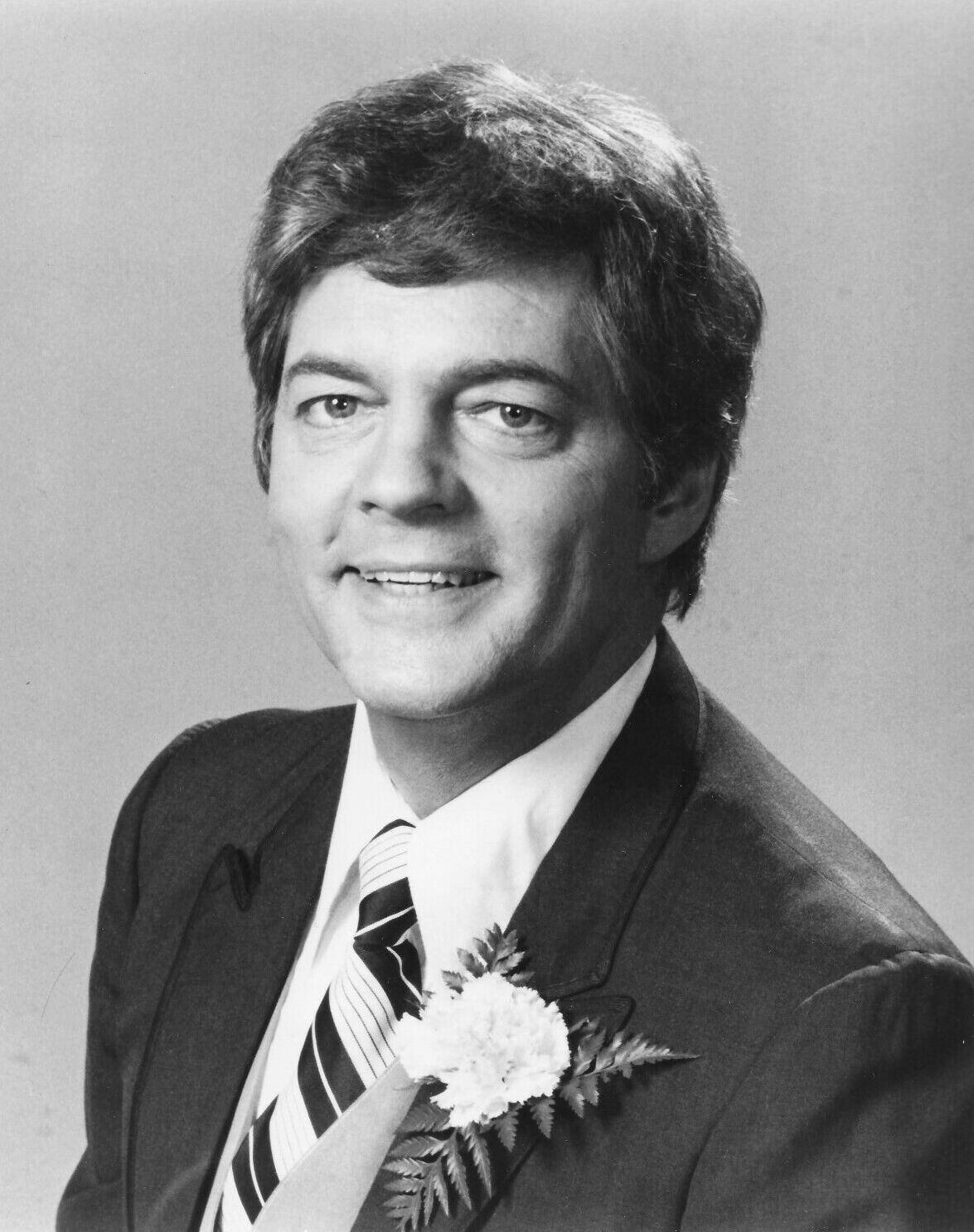
Bill Hayes
12 januari

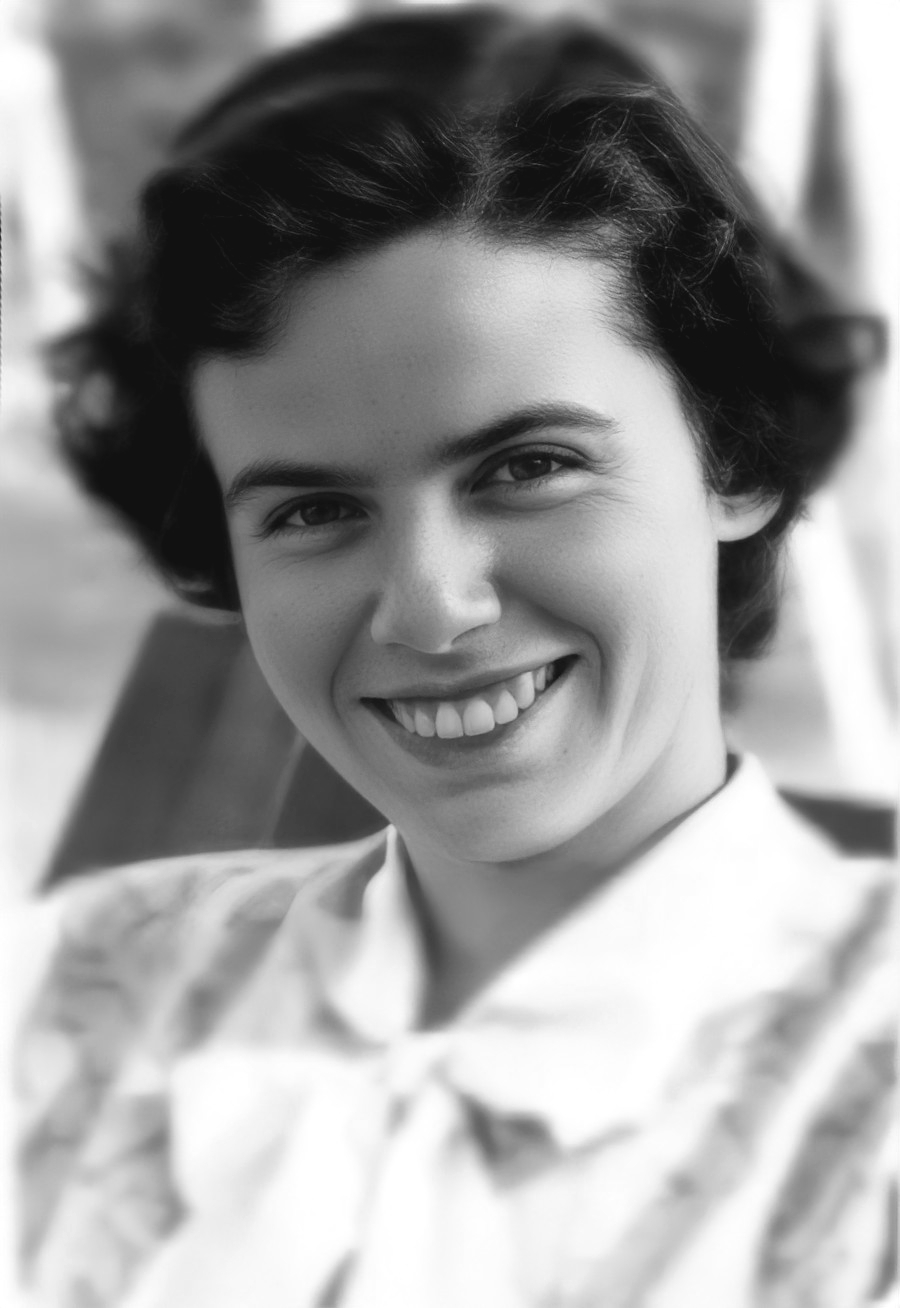
Lise Thiry
16 januari

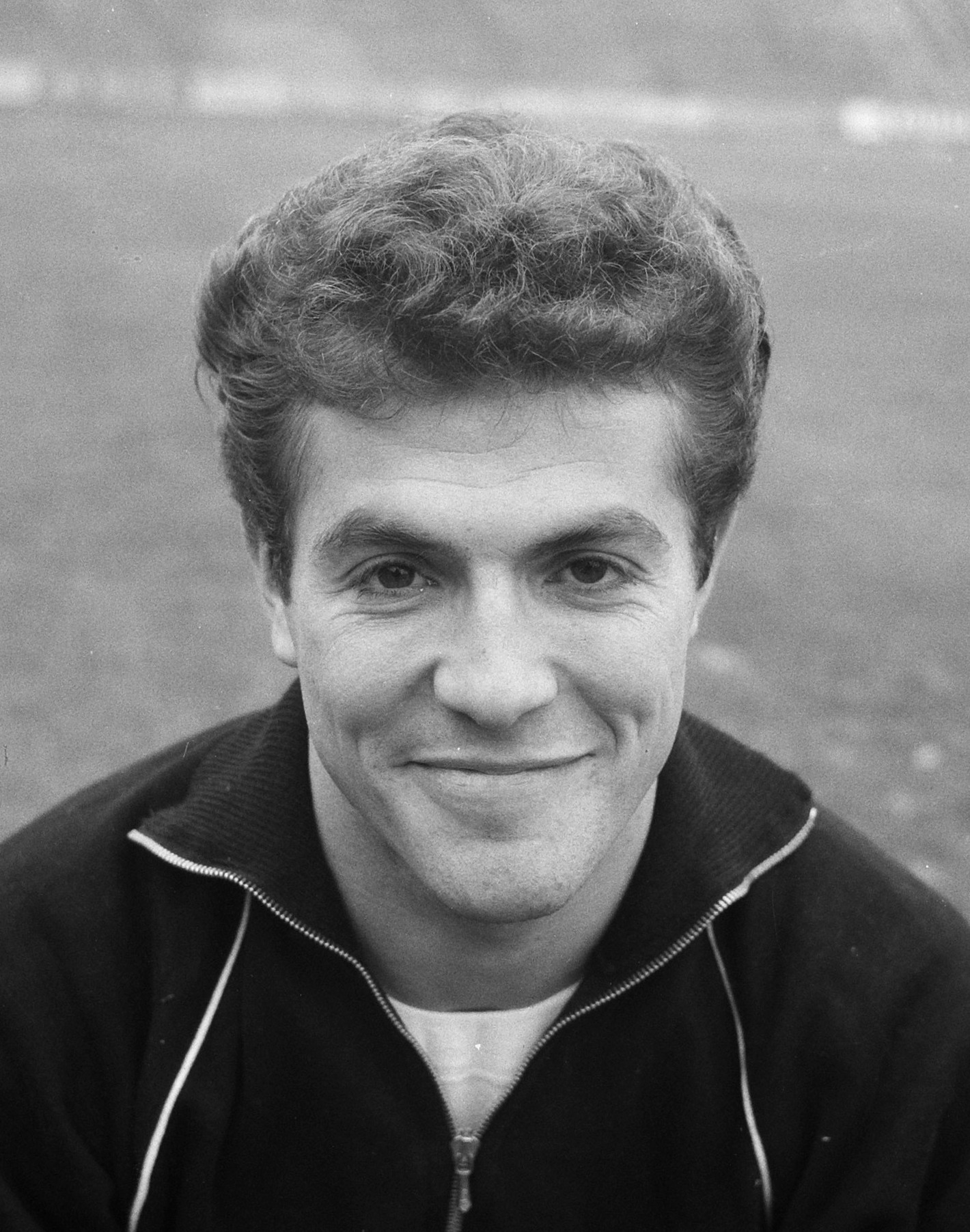
Bennie Muller
17 januari

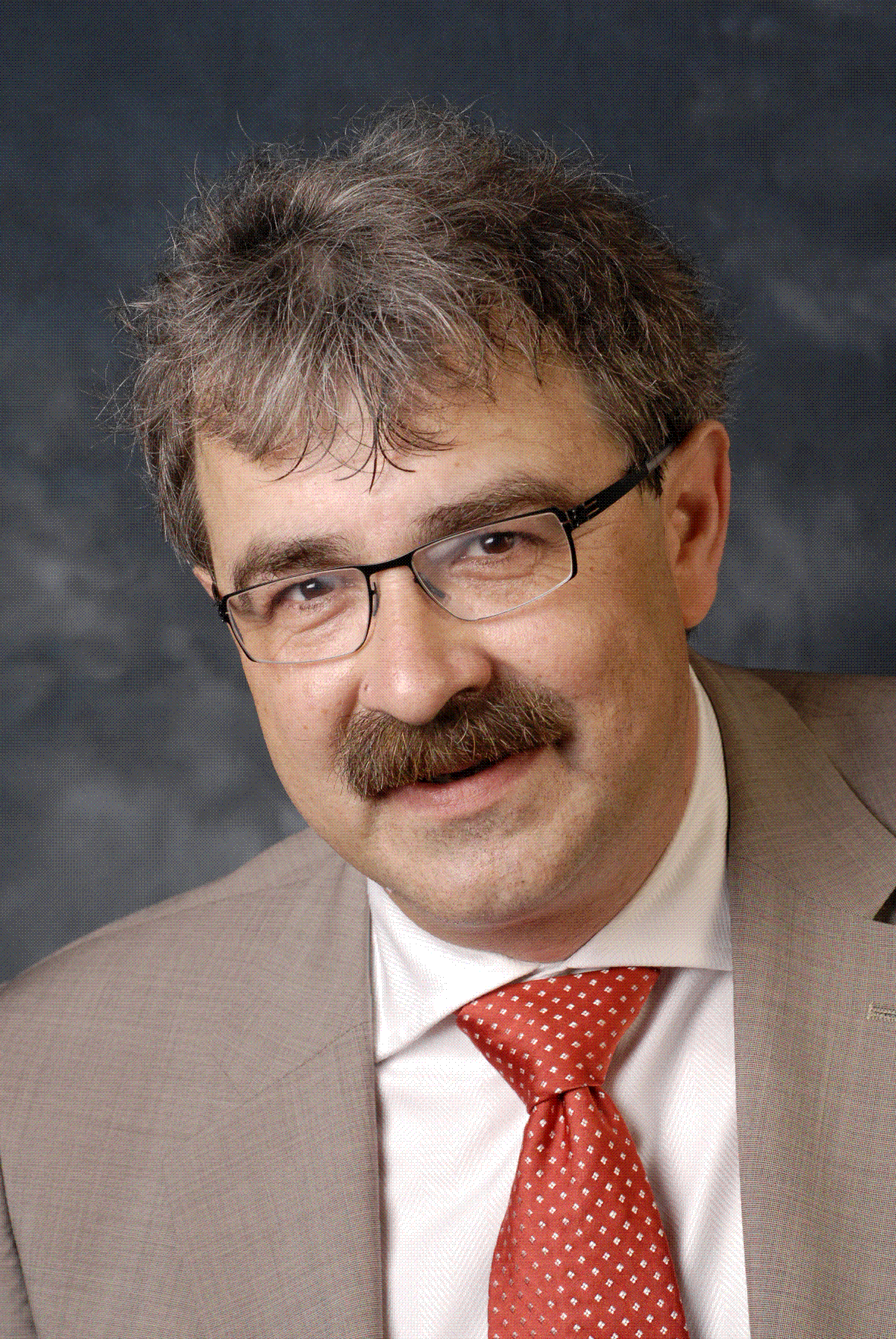
Jan Zaanen
18 januari

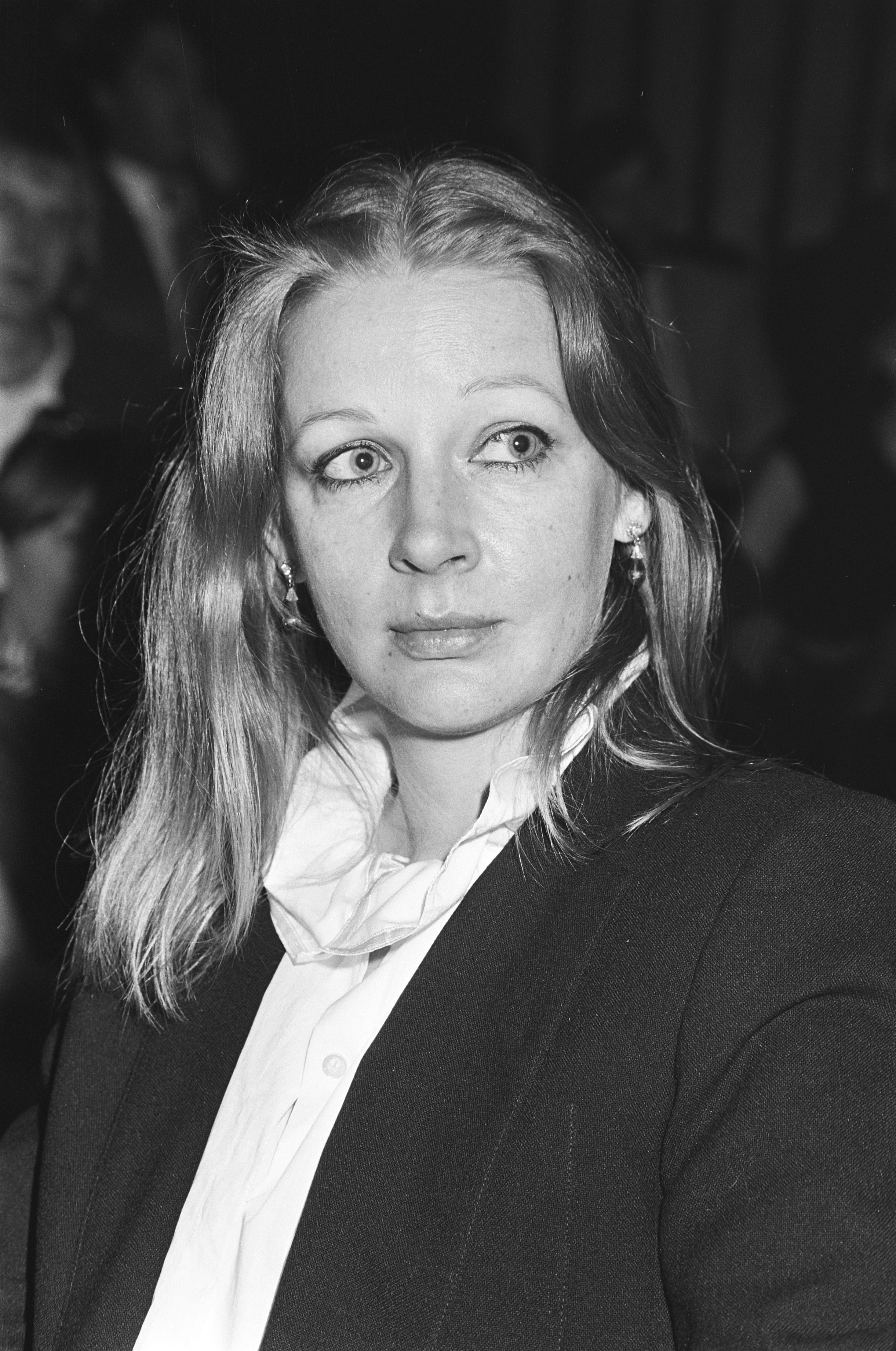
Marjon Brandsma
19 januari

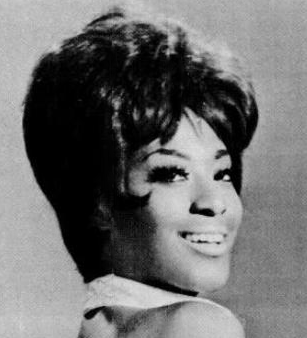
Marlena Shaw
19 januari

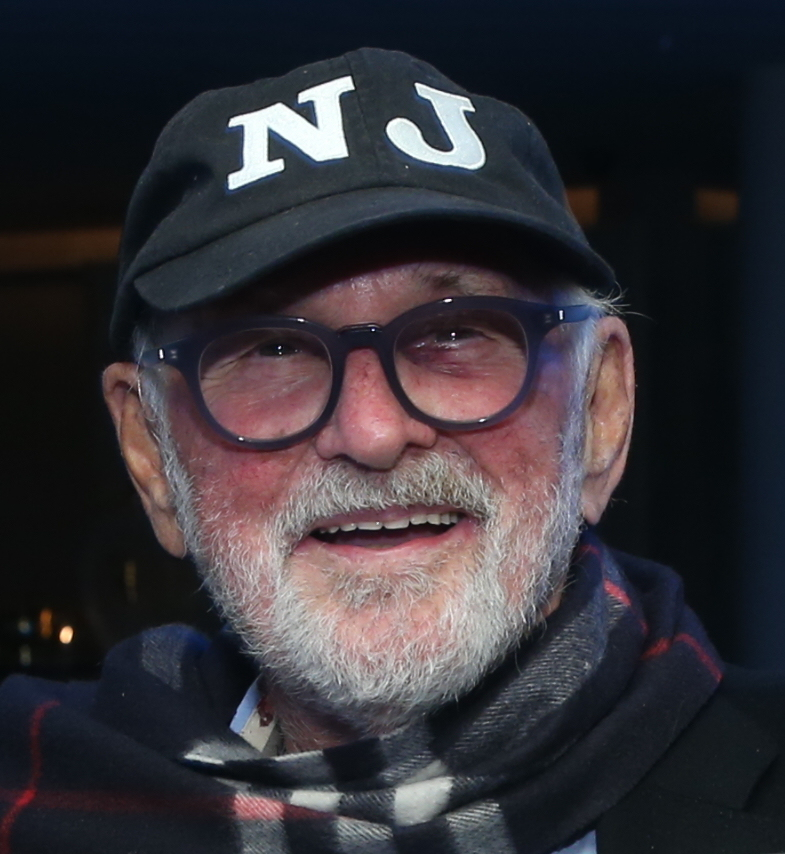
Norman Jewison
20 januari

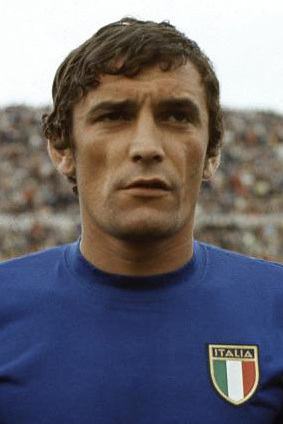
Luigi Riva
22 januari

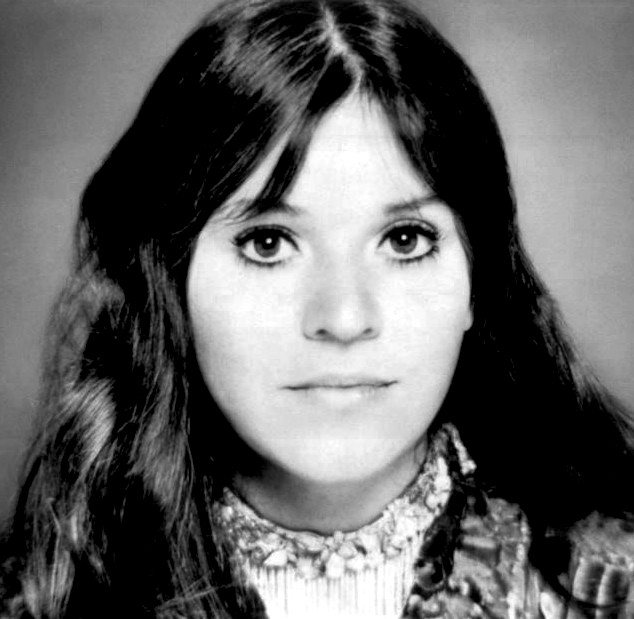
Melanie (Safka)
23 januari

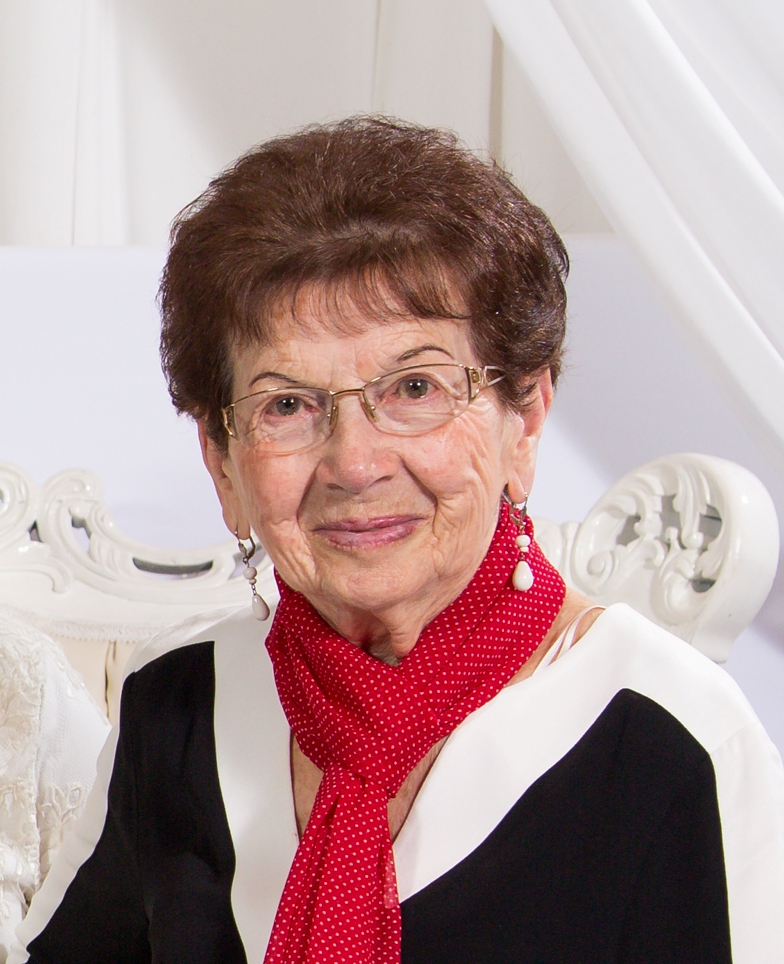
Bat-Sheva Dagan
25 januari

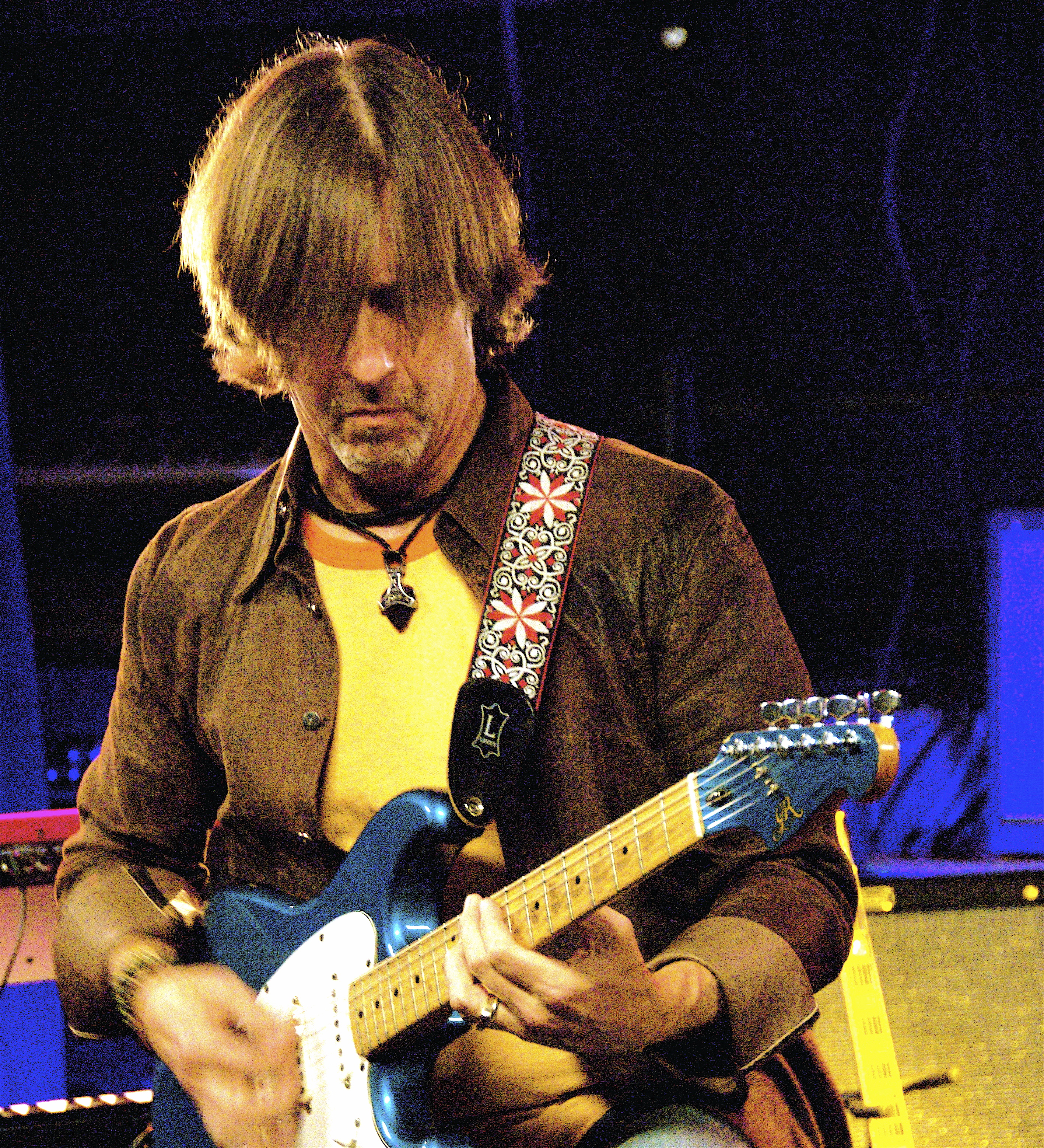
Dean Brown
26 januari

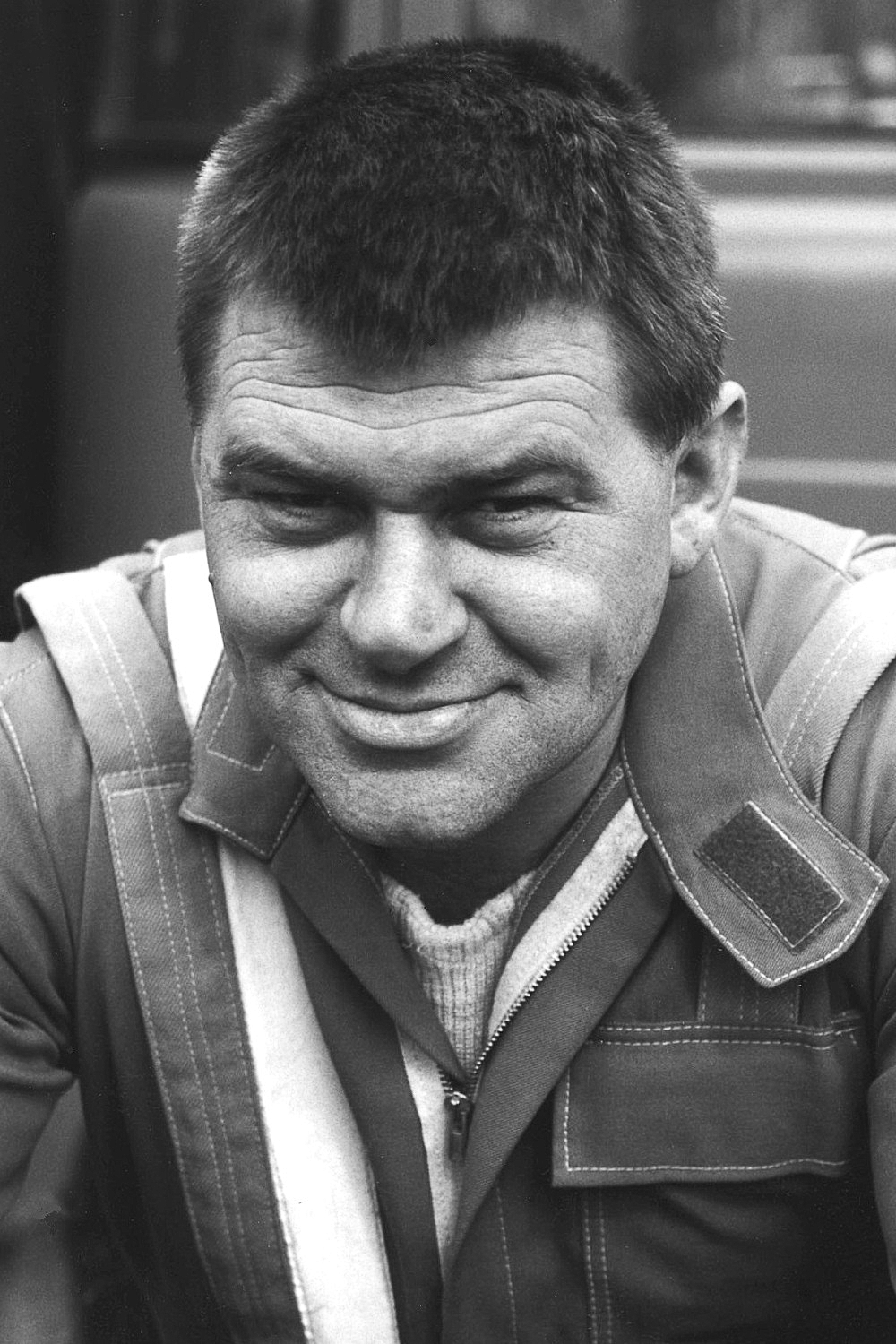
Jan de Rooy
30 januari

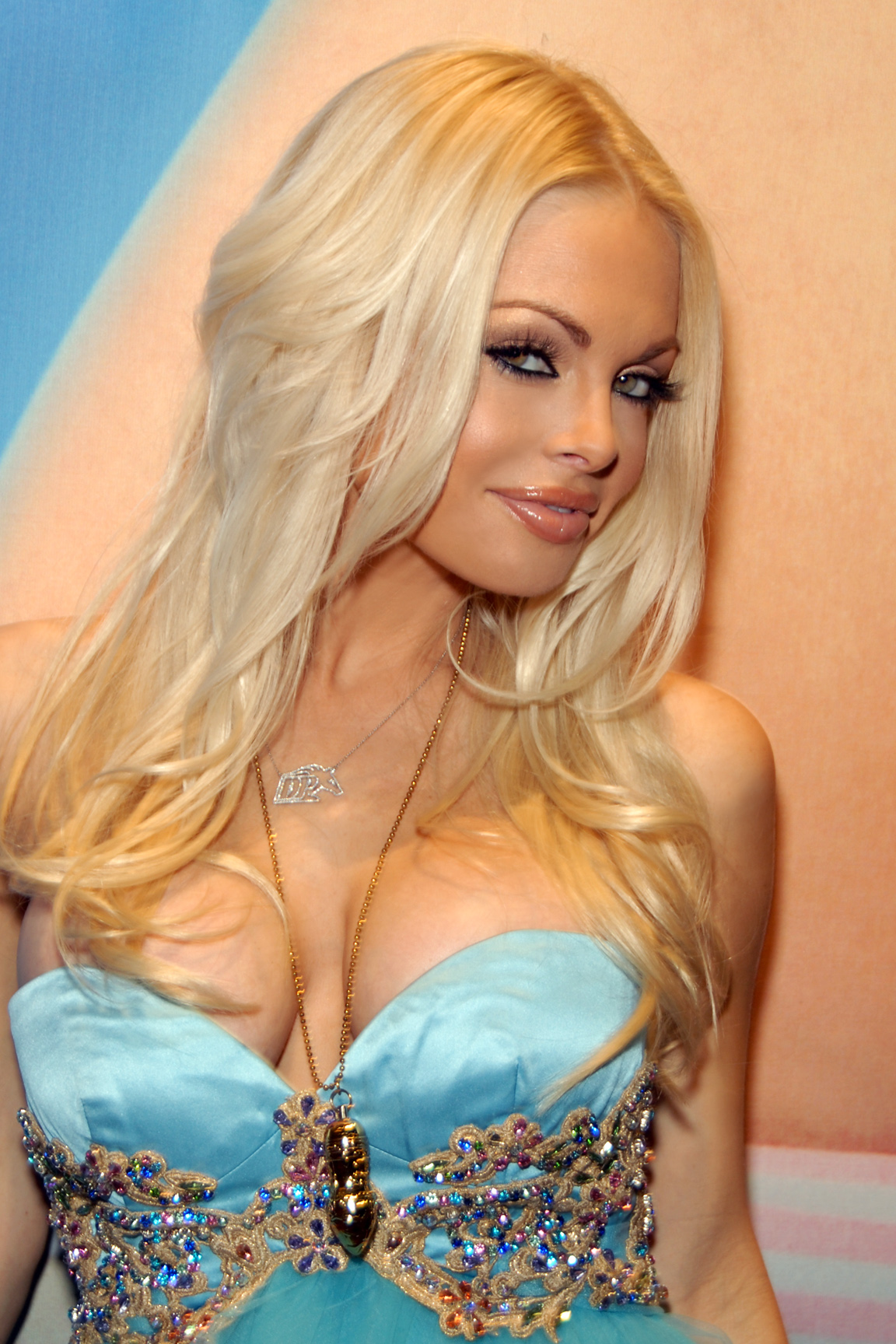
Jesse Jane
januari

| 1 | 2 | 3 | 4 | 5 | 6 | 7 | 8 | 9 | 10 | 11 | 12 | 13 | 14 | 15 | 16 | 17 | 18 | 19 | 20 | 21 | 22 | 23 | 24 | 25 | 26 | 27 | 28 | 29 | 30 | 31 |
| - | - | - | - | - | - | - | - | - | -- | -- | -- | -- | -- | -- | -- | -- | -- | -- | -- | -- | -- | -- | -- | -- | -- | -- | -- | -- | -- | -- |

### 1 januari
- Camila Batmanghelidjh (61), Iraans-Belgisch liefdadigheidsmanager[1]
- Mario Boljat (72), Kroatisch voetballer[2]
- James Herbert Brennan (83), Iers schrijver[3]
- Ries Coté (77), Nederlands voetballer[4]
- Lynn Yamada Davis (Lynja) (67), Amerikaans kok[5]
- Dirk De Vos (80), Belgisch kunsthistoricus en conservator[6]
- André Hissink (104), Nederlands oorlogsveteraan[7]
- Peter Magubane (91), Zuid-Afrikaans fotograaf en activist[8]
- Óscar Ortubé (79), Boliviaans voetbalscheidsrechter[9]
- Hans Sleeswijk (88), Nederlands zeiler, theater- en televisieproducent[10]
- Niklaus Wirth (89), Zwitsers informaticus[11]
- Leslie Watson (78), Brits atlete[12]

### 2 januari
- Saleh al-Arouri (57), Palestijns Hamasleider[13]
- Willem Kind (76), Nederlands beeldhouwer[14]
- Brian Lumley (86), Brits fantasy- en horrorschrijver[15]
- Bert Mewe (77), Nederlands burgemeester[16]
- Daniel Revenu (81), Frans schermer[17]
- Carmen Valero (68), Spaans atlete[18]

### 3 januari
- Bridget Dobson (85), Amerikaans schrijfster en producent[19]
- René Metge (82), Frans rallyrijder en rallyorganisator[20]
- Rosie Reyes (84), Mexicaans-Frans tennisspeelster[21]
- Jan Smet (78), Belgisch schrijver en archivaris[22]

### 4 januari
- Georgina Hale (80), Brits actrice[23]
- Glynis Johns (100), Brits actrice, zangeres en danseres[24]
- Christian Oliver (51), Duits acteur[25]
- David Soul (David Solberg) (80), Amerikaans-Brits acteur en zanger[26]
- Tomonobu Yokoyama (38), Japans voetballer[27]
- Arie Taal (77), Nederlands kunstenaar[28]

### 5 januari
- Joseph Lelyveld (86), Amerikaans journalist[29]
- Bernard Rübsamen (59), Nederlands fotograaf en auteur[30]
- Mário Zagallo (92), Braziliaans voetballer en voetbaltrainer[31]
- Henk Zoetendal (82), Nederlands voetballer[32]

### 6 januari
- Fernando Capalla (89), Filipijns aartsbisschop[33]
- Jackie Loomans (71), Belgisch rallyrijder en ondernemer[34]
- Anna Strasberg (84), Amerikaans actrice[35]

### 7 januari
- Franz Beckenbauer (78), Duits voetballer en sportbestuurder[36]
- Alberto Colombo (77), Italiaans autocoureur[37]
- Barton Jahncke (84), Amerikaans zeiler[38]
- John Albert Jansen (69), Nederlands filmmaker en journalist[39]
- Francisca Ravestein (71), Nederlands politica[40]
- Jos Wilmots (90), Belgisch hoogleraar[41]

### 8 januari
- Carl-Erik Asplund (100), Zweeds schaatser[42]
- Guy Bonnet (78), Frans auteur, componist en zanger[43]
- Adan Canto (42), Mexicaans acteur[44]
- Henk Dijkgraaf (77), Nederlands ondernemer en bestuurder[45]
- François Janssens (78), Belgisch voetballer[46]
- J.P.R. Williams (74), Welsh rugbyspeler[47]

### 9 januari
- James Kottak (61), Amerikaans drummer[48]

### 10 januari
- Terry Bisson (81), Amerikaans schrijver[49]
- Audie Blaylock (61), Amerikaans muzikant[50]
- Igo van Bohemen (91), Nederlands vastgoedontwikkelaar en auteur[51][52]
- Nico Brandsen (63), Nederlands toetsenist[53]
- Marc Chavannes (77), Nederlands journalist en schrijver[54]
- Tisa Farrow (72), Amerikaans actrice[55]
- Conrad Palmisano (75), Amerikaans stuntman[56]

### 11 januari
- Alex Boeye (89), Belgisch zanger en gitarist[57]
- Ed Broadbent (87), Canadees politicus[58]
- Lynne Marta (78), Amerikaans actrice[59]
- Annie Nightingale (83), Brits radio-dj[60]
- Bram Tuinzing (75), Nederlands kaakchirurg, hoogleraar en roeier[61]
- Arie van der Valk (94), Nederlands ondernemer[62]

### 12 januari
- Richard Bukacki (77), Nederlands wielrenner[63]
- Bill Hayes (98), Amerikaans zanger en acteur[64]

### 13 januari
- Joyce Randolph (99), Amerikaans actrice[65]

### 14 januari
- Ricardo Alós (92), Spaans voetballer[66]
- Jerry Coker (91), Amerikaans jazzklarinetist, tenorsaxofonist, auteur en pedagoog[67]
- Lev Rubinstein (76), Sovjet-Russisch dichter, essayist en activist[68]
- Bob Rusch (80), Amerikaans jazzauteur en platenproducer[69]
- Elisabeth Trissenaar (79), Oostenrijks actrice[70]
- Howard Waldrop (77), Amerikaans schrijver[71]

### 15 januari
- Gerard Bartelink (99), Nederlands classicus[72]
- Carles Falcón (45) Spaans motorcoureur[73]
- Jorge Griffa (88), Argentijns voetballer[74]
- Vladimir Koloskov (68), Russisch basketbalcoach[75]
- William O'Connell (94), Amerikaans acteur[76]
- Uno Palu (90), Ests atleet[77]

### 16 januari
- Kay Bernstein (43), Duits voetbalondernemer[78]
- David Gail (58), Amerikaans acteur[79]
- Bert Gijsberts (70), Nederlands politicus[80][81]
- Dzintra Grundmane (79), Lets basketbalspeelster[82]
- Peter Schickele (88), Amerikaans componist, muziekpedagoog, musicoloog en schrijver[83]
- Sergio Sebastiani (92), Italiaans kardinaal[84]
- Lise Thiry (102), Belgisch microbiologe-virologe en politica[85][86]
- Vaino Väljas (92), Ests diplomaat en politicus[87]
- Jacob Wit (71), Nederlands jurist[88][89]

### 17 januari
- Shawnacy Barber (29), Canadees atleet[90]
- Wilhelm Dupré (87), Duits-Nederlands godsdienstfilosoof[91]
- Anthony Gobert (48), Australisch motorcoureur[92]
- Dejan Milojević (46), Servisch basketballer en assistent-coach[93]
- Bennie Muller (85), Nederlands voetballer[94]

### 18 januari
- Donald Adamson (84), Brits historicus, biograaf en schrijver[95]
- Hank Bradford (88), Amerikaans stand-upcomedian[96]
- André Danthine (91), Belgisch computerwetenschapper[97]
- Alan Mills (88), Brits tennisser en tennisarbiter[98]
- Jan Zaanen (66), Nederlands theoretisch natuurkundige[99]

### 19 januari
- Marjon Brandsma (80), Nederlands actrice[100]
- Jack Burke (100), Amerikaans golfspeler[101]
- Toru Kawashima (53), Japans voetballer[102]
- Lance Larson (83), Amerikaans zwemmer[103]
- Marlena Shaw (81), Amerikaans zangeres[104]
- Mary Weiss (75), Amerikaans zangeres[105]

### 20 januari
- Henk van den Breemen (82), Nederlands generaal[106]
- Alain De Kuyssche (77), Belgisch schrijver, journalist en hoofdredacteur[107][108]
- Norman Jewison (97), Canadees filmregisseur en -producent[109]

### 21 januari
- Jesús Reyes Heroles González Garza (71), Mexicaans econoom, zakenman en politicus[110]

### 22 januari
- Pierre Deneyer (80), Belgisch politicus [111]
- Cynthia Garrison (64), Amerikaans zangeres[112]
- Gary Graham (73), Amerikaans acteur[113]
- Elias Leyds (Pater Elias) (65), Nederlands pastor[114]
- Arno Allan Penzias (90), Amerikaans natuurkundige en Nobelprijswinnaar[115]
- Anatolij Polivoda (76), Oekraïens basketbalspeler[116]
- Luigi Riva (79), Italiaans voetballer[117]

### 23 januari
- Paul Beers (88), Nederlands vertaler[118]
- Jan Bogaert (66), Belgisch wielrenner[119]
- Frank Farian (82), Duits muziekproducent, zanger en liedjesschrijver[120]
- Melanie Safka (76), Amerikaans singer-songwriter[121]
- Anders Sandberg (55), Zweeds zanger[122]

### 24 januari
- Carl Andre (88), Amerikaans beeldhouwer[123]
- Troy Beckwith (48), Australisch acteur[124]
- Herbert Coward (85), Amerikaans acteur[125]

### 25 januari
- Bat-Sheva Dagan (98), Pools-Israëlisch Holocaustoverlevende, onderwijzeres en auteur[126]
- Roy van Haalem (73), Nederlands voetballer[127][128]
- Marjoke Roorda (72), Nederlands radiopresentatrice[129]

### 26 januari
- Dean Brown (68), Frans-Amerikaans jazzgitarist en componist[130]
- Adri de Fluiter (83), Nederlands beeldend kunstenaar[131]
- Gerrit van Kouwen (60), Nederlands autocoureur[132]
- Catherina van der Linden (111), Nederlands-Australisch supereeuweling[133]

### 27 januari
- Lillebjørn Nilsen (73), Noors singer-songwriter[134]

### 28 januari
- Víctor Luna (64), Colombiaans voetballer en voetbaltrainer[135]
- Albert Mayr (80), Italiaans componist en muziekpedagoog[136]
- Luis Tejada (41), Panamees voetballer[137]
- Willie Veenstra (76), Nederlands voetballer[138][139]

### 29 januari
- Dik Boutkan (73), Nederlands mimeacteur[140]
- Sandra Milo (90), Italiaans actrice[141]
- Jos de Pont (80), Nederlands museumeigenaar, investeerder en miljardair[142]

### 30 januari
- Aziz Salih al-Numan (83), Iraaks politicus[143]
- Hinton Battle (67), Amerikaans acteur[144]
- Natenom (Andreas Mandalka) (43), Duits blogger en fietsactivist[145]
- Claude Raucy (84), Belgisch schrijver en dichter[146]
- Chita Rivera (91), Amerikaans actrice[147]
- Jan de Rooy (80), Nederlands rallycoureur[148]
- Orazio Schena (82), Italiaans-Belgisch voetballer[149]

### 31 januari
- Paul Brett (76), Brits gitarist[150]
- Griet De Bock (80), Belgisch zangeres[151]
- Flip Voets (74), Belgisch journalist[152]

### Datum onbekend
- John Dodds (80), Australisch motorcoureur[153]
- Jesse Jane (Cindy Howell) (43), Amerikaans pornoactrice en model[154]
- Stephen Laybutt (46), Australisch voetballer[155]

januari· februari· maart· april· mei· juni· juli· augustus· september· oktober· november· december
1900 ·
1901 ·
1902 ·
1903 ·
1904 ·
1905 ·
1906 ·
1907 ·
1908 ·
1909 ·
1910 ·
1911 ·
1912 ·
1913 ·
1914 ·
1915 ·
1916 ·
1917 ·
1918 ·
1919 ·
1920 ·
1921 ·
1922 ·
1923 ·
1924 ·
1925 ·
1926 ·
1927 ·
1928 ·
1929 ·
1930 ·
1931 ·
1932 ·
1933 ·
1934 ·
1935 ·
1936 ·
1937 ·
1938 ·
1939 ·
1940 ·
1941 ·
1942 ·
1943 ·
1944 ·
1945 ·
1946 ·
1947 ·
1948 ·
1949 ·
1950 ·
1951 ·
1952 ·
1953 ·
1954 ·
1955 ·
1956 ·
1957 ·
1958 ·
1959 ·
1960 ·
1961 ·
1962 ·
1963 ·
1964 ·
1965 ·
1966 ·
1967 ·
1968 ·
1969 ·
1970 ·
1971 ·
1972 ·
1973 ·
1974 ·
1975 ·
1976 ·
1977 ·
1978 ·
1979 ·
1980 ·
1981 ·
1982 ·
1983 ·
1984 ·
1985 ·
1986 ·
1987 ·
1988 ·
1989 ·
1990 ·
1991 ·
1992 ·
1993 ·
1994 ·
1995 ·
1996 ·
1997 ·
1998 ·
1999 ·
2000 ·
2001 ·
2002 ·
2003 ·
2004 ·
2005 ·
2006 ·
2007 ·
2008 ·
2009 ·
2010 ·
2011 ·
2012 ·
2013 ·
2014 ·
2015 ·
2016 ·
2017 ·
2018 ·
2019 ·
2020 ·
2021 ·
2022 ·
2023 ·
2024 ·
2025